# Slaget ved Hastings
Slaget ved Hastings fandt sted 14. oktober 1066 ved byen Hastings i Sussex i det sydøstlige England, og var det afgørende slag i den normanniske erobring af England. Modstanderne i denne konflikt var den angelsaksiske konge Harold Godwinson og hertug Vilhelm af Normandiet. Baggrunden for konflikten skal søges i tronstridighederne efter den engelske konge Edward Bekenderens død (1042 – 1066). Den barnløse Edward var i 1050'erne muligvis kommet for skade at love hertug Vilhelm kronen efter sin død, og det skulle være bekræftet af kongens jarl Harold Godwinson på kongens vegne på en diplomatisk mission i 1064. På sit dødsleje tilbød kong Edward imidlertid Harold Godwinson kronen, og støttet af flere angelsaksiske stormænd lod denne sig krone i 1066. Imidlertid sad han ikke sikkert på tronen, og allerede i september 1066 angreb den norske kong Harald Hårderåde ham. Harold slog ham tilbage i slaget ved Stamford Bridge ikke langt fra York. Harald Hårderåde faldt, og dermed faldt vikingernes kamp til jorden. Vikingerne tabte kampen stort. 23 vikingeskibe var nok til at få vikingerne tilbage til Norge. Samtidig kom forlydender til Harold om, at Vilhelms normanner var gået i land i Sydengland, for at Vilhelm kunne erobre sit legitime arvegods. Harold ilede da på kort tid tværs gennem England: 400 km på kun 13 dage og mødte den normanniske hær ved Hastings.

## Den normanniske landgang
Skønt Harolds hær havde lidt tab i opgøret med nordmændene, påbegyndte han en ilmarch mod syd og samlede alt, hvad han kunne, af mandskab og våben. Den 14. oktober mødte han de normanniske hærstyrker, efter at have flyttet sin hær 400 km på kun 13 dages march.
Den normanniske historiker Vilhelm af Poitiers beretter, at Vilhelm overtog forsvarsskanserne i Pevensey og i Hastings. Bayeux-tapetet skildrer, hvordan Vilhelms mænd opkaster en borg, og det er sandsynligt, at Vilhelm har ladet de engelske borge forstærke. Tapetet viser yderligere, hvordan Vilhelms mænd hærger omegnen for at samle proviant. Om morgenen den 14. oktober 1066 modtog hertug Vilhelm efterretning om, at kong Harolds hær dagen før var nået til Senlac Hill lige syd for, hvor landsbyen Battle ligger i dag. Herefter gav Vilhelm ordre til opbrud, og han mødte den engelske hær, der havde taget opstilling på bakkedraget lige syd for Battle.

## Hærenes sammensætning og struktur
Den angelsaksiske hær var nået frem efter 13 dage. Harold havde på vejen forsøgt at samle flere mænd. Hans brødre Gyrth og Leofwine havde sluttet sig til ham. Derudover havde Harold skaffet sig en del lejetropper fra blandt andet Danmark.

### Den angelsaksiske hær under Harold
Harolds hær var en angelsaksisk fodfolkshær.
Harolds elitetropper var de angelsaksiske huskarle. Det brynjeklædte infanteri bevæbnet med økser var disciplineret og erfarent. Hovedparten af Harolds hær bestod af fyrden, en militærenhed oprettet af den angelsaksiske kong Alfred den Store i 800-tallet. Fyrden bestod af udskrevne bønder, der næppe var veludstyrede og veltrænede som huskarlene, men som alligevel ydede en værdig modstand.
Siden hæren kun bestod af fodfolk, har den været yderst immobil i kampens hede, og Harold valgte at tage opstilling på et højdedrag. Mændene stod tæt samlet og har dannet en vældig skjoldmur. Harold stod midtfor med huskarlene omkring sig og med fyrden på flankerne. Alle mændene fik ordre til at holde positionen og på ingen måde drage ned fra bakkedraget for på det åbne land at møde normannerne.
Harolds hær menes at have været på størrelse med Vilhelms – nok lidt mindre – et sted i omegnen af 7.000-9.000 mand.

### Normannernes hær under Vilhelm
Da normannerne nåede frem til slagmarken, var hæren delt i tre:
- Centrum bestod af normannere under ledelse af hertug Vilhelm selv.

- Enheden, der beskyttede Vilhelms venstre flanke, bestod af soldater fra Bretagne under ledelse af Vilhelms svigersøn, grev Alan Fergant.

- Højre flanke bestod af lejetropper fra forskellige egne af Frankrig og Flandern under ledelse af grev Eustace af Boulogne.

Vilhelm af Poitiers beretter, at hærens forreste linje bestod af bue- og armbrøstskytter, anden linje af infanteri og tredje linje af rytterdelinger.

### Brugen af heste
Et forhold der adskilte de to hære, var disses respektive brug af heste.
Angelsakserne brugte kun heste til at transportere sig til og fra slagmarken, mens hestene kun var til besvær under kampen.
Normannerne kendte til kunsten at kæmpe til hest, og det menes, at normannerne havde fragtet omkring 2.000 heste over Kanalen fra Frankrig.

## Slaget
Slagets gang er beskrevet i detaljer af Vilhelm af Poitiers.
Først begyndte de normanniske bueskytter at affyre pile mod englænderne med det resultat, at de fleste af dem fløj over fjenden, eller satte sig fast i skjoldmuren.
Englænderne svarede igen med kastespyd og kastekøller. Herefter lod Vilhelm sit infanteri angribe.
I den tumult der fulgte, faldt hertug Vilhelm af sin hest. Han fik imidlertid hurtig erstattet sin hest. På det tidspunkt var meldingen om, at hertugen var faldet, begyndt at få konsekvenser for den normanniske hær, der straks begyndte at vige. Hertug Vilhelm skulle da efter sigende have kastet sig ind foran sine flygtende mænd, skubbet hjelmen tilbage og bekendtgjort, at han ikke var død, og at normannerne skulle sejre, da der ingen mulighed var for flugt.
Normannerne havde fra Frankrig lært og afprøvet en teknik, hvor de foregav at give op – at flygte. 
Tricket var så at lade modstanderen, her englænderne, begynde at "løbe efter normannerne", og dermed komme ud af de formationer, som de normalt skulle blive i, indtil de fik besked om noget andet. De, der løb frem, havde dermed ingen beskyttelse. Kort tid efter vendte normannerne om og angreb de engelske soldater, som nu var aldeles ubeskyttede. Englænderne blev mejet ned én for én – alle sammen.
Krigslist eller ej, så har det været en drabelig situation. Hvis hertugen skulle falde, ville det være svært at fortsætte kampen. Nok kæmpede normannerne i små grupper, som var mere eller mindre uafhængige af hertugen, men lederens død har altid haft en negativ indvirkning på soldaternes moral. Hertugen var hærens samlingspunkt, og hans banner har kunnet ses af alle, og skulle han falde, ville usikkerheden brede sig, og dermed ville flugten være eneste mulighed for at overleve.
Hertugen iværksatte et nyt frontalangreb med sine normanniske ryttere. Nogle få steder lykkedes det så nogenlunde at gennembryde den engelske skjoldmur, men kong Harolds centerenheder stod stadigt stærkt.
Hen under aftenen blev Vilhelms bueskytter atter sendt frem. De sigtede denne gang højere, så pilene faldt ned over englænderne fra oven. Denne regn af pile var næsten umulig at værne sig imod, og englænderne led svære tab.
Hermed kunne Vilhelm sætte sit sidste angreb ind. Jarlerne Gyrth og Leofwine var faldet, englænderne havde lidt store tab. Til sidst faldt kong Harold selv, efter at være ramt i øjet med en pil.
Kampen havde da varet i omkring otte timer. De englændere, der endnu var i live, flygtede. Vilhelm stod tilbage som sejrherre; men også han havde lidt store tab.
Efter sejren blev de døde begravet. Kong Harolds lig blev identificeret og gravlagt, som det sømmer sig for en konge. På slagmarken lod hertug Vilhelm senere opføre et kloster, som han havde lovet inden kampen.
Normannerne drog videre på deres krigstogt, og juledag 1066 lod Vilhelm Erobreren sig krone som konge af England i Westminster katedralen.

## Ekstern henvisning
- Dværgen fra Normandiet, historisk roman af Lars-Henrik Olsen (Forlaget Carlsen 1987. ISBN 87-562-7676-1)

50°54′43″N 0°29′15″Ø / 50.9119°N 0.4875°Ø